# 乌兰巴德拉赫县
乌兰巴德拉赫是蒙古国东南东戈壁省下辖的一个县，2009年人口1543人，面积11370.92平方公里，与中华人民共和国内蒙古自治区接壤。2000年曾发生过严重的口蹄疫疫情。